# Sakoïba
Sakoïba is een gemeente (commune) in de regio Ségou in Mali. De gemeente telt 18.300 inwoners (2009).